# Maçal do Chão
Maçal do Chão é uma povoação portuguesa sede da Freguesia de Maçal do Chão do Município de Celorico da Beira, freguesia com 15,12 km² de área e 143 habitantes (censo de 2021), tendo, por isso, uma densidade populacional de 9,5 hab./km².
Na área desta freguesia deteve a Ordem de Malta importantes bens. Razão pela qual o brasão de armas ostenta, em chefe, a cruz oitavada daquela antiquíssima Ordem Religiosa e Militar.

## Demografia
A população registada nos censos foi:
| Distribuição da População por Grupos Etários | Distribuição da População por Grupos Etários | Distribuição da População por Grupos Etários | Distribuição da População por Grupos Etários | Distribuição da População por Grupos Etários |
| -------------------------------------------- | -------------------------------------------- | -------------------------------------------- | -------------------------------------------- | -------------------------------------------- |
| Ano                                          | 0-14 Anos                                    | 15-24 Anos                                   | 25-64 Anos                                   | > 65 Anos                                    |
| 2001                                         | 33                                           | 25                                           | 74                                           | 60                                           |
| 2011                                         | 27                                           | 11                                           | 75                                           | 47                                           |
| 2021                                         | 18                                           | 17                                           | 64                                           | 44                                           |

## Património
- Igreja de Santo Estêvão
- Capela de São Bento